# Суоменселькя
Суоменселькя (фин. Suomenselkä) — холмистая моренная гряда в западной Финляндии, протянувшаяся параллельно Ботническому заливу. Протяженность составляет 500 км и ширина 30 км. Абсолютная высота 351 м. Образует водораздел между реками Ботнического и Финского залива. Сложена кристаллическими породами, перекрытыми ледниковыми отложениями; многочисленные озёра и болота. Покрыта озерами и хвойными лесами. Финские власти поселили в районе Суоменселькя популяцию северного оленя.